# Joachim von Schierstaedt
Hans Joachim von Schierstaedt (* 8. Mai 1858 in Groß-Lessen, Kreis Grünberg i. Schles., Provinz Schlesien; † 21. Dezember 1907 auf Gut Skyren bei Messow, Kreis Crossen, Provinz Brandenburg) war ein deutscher Rittergutsbesitzer und Parlamentarier.

## Leben
Joachim von Schierstaedt war Sohn des Rittergutsbesitzers, Stiftungskurators und Mitglied des Preußischen Abgeordnetenhauses Friedrich von Schierstaedt und dessen Ehefrau Hedwig geb. von Bredow. Nach dem Besuch der Ritterakademie (Brandenburg an der Havel) studierte er an der Rheinischen Friedrich-Wilhelms-Universität und der Friedrich-Wilhelms-Universität Berlin Rechtswissenschaft. 1881 wurde er Mitglied des Corps Borussia Bonn. Er war Besitzer des Ritterguts Skyren. In der Preußischen Armee erreichte er den Dienstgrad Rittmeister der Reserve.
Nachdem sein Vater am 6. Mai 1905 gestorben war, wurde Schierstaedt am 29. Juli 1905 in einer Nachwahl im Wahlkreis seines Vaters – Frankfurt 6 (Züllichau-Schwiebus, Krossen) – in das Preußische Abgeordnetenhaus nachgewählt. Das Mandat hatte er bis zu seinem Tod 1907 inne. Wie sein Vater gehörte er der Fraktion der Konservativen Partei an.
Er heiratete am 19. Juni 1885 in Berlin Dorothea Emilie Editha von Lamprecht (* 29. Dezember 1863 in Berlin).